# HMS Adamant (1780)
HMS Adamant (1780) — 50-пушечный корабль 4 ранга Королевского флота. Первый британский корабль, носивший такое название.

## Проектирование и постройка
Спущен на воду 24 января 1780 года. Строился как малый, «экономичный» линейный корабль. Несмотря на их слабость, Адмиралтейство в 1770 заказало ради экономии новую серию 50-пушечных, типа Portland.
Adamant был одним из одиннадцати кораблей, построенных до проекту 1767 года Джона Уильямса, и одним из пяти заказанных в 1775-1776 годах. Заказан на частной верфи Питера Бейкера, Ливерпуль, 13 ноября 1776 года, заложен 6 сентября 1777 года. Спущен 24 января 1780 года, достраивался с 13 июня по 12 августа 1780 года в Плимуте. Начальная стоимость составляла £ 16 313.13.10 d, и выросла до £ 27 497.3.0 d, считая стоимость оснащения.

## Служба
На малые двухдечные корабли смотрели как на расходный материал; тем не менее служба Adamant продолжалась тридцать лет и включала три больших войны. Построенный во время Американской войны за независимость, он провел последние три года войны у берегов Америки, был в боях при мысе Генри и при Чесапике.
Годы мира прошли либо в Карибах или возле Новой Шотландии. С началом Французских революционных войн служил на Подветренных островах и у британских берегов. Во время службы в британских водах корабль был захвачен мятежом в Норе. Будучи одним из двух двухдечных кораблей, оставшихся в строю во время мятежа, он должен был поддерживать голландскую блокаду, создавая видимость, что он часть более сильного флота, что ему удалось. Adamant затем сражался при Кампердауне, после чего она перешел в Английский канал, а затем в Индийский океан через мыс Доброй Надежды. Здесь он принял участие в уничтожении французского рейдера Preneuse, в последующие годы захватил ряд приватиров. В последние годы Наполеоновских войн стал плавучей казармой и флагманом адмирала порта, пока не был разобран в июне 1814 года.

### Северная Америка
Adamant вступил в строй в ноябре 1779 года, капитан Гидеон Джонстон (англ. Gideon Johnstone), вышел в Северную Америку 13 августа 1780 года. Был с эскадрой вице-адмирала Мариота Арбютнота в бою у мыса Генри 16 марта 1781 года, а затем при Чесапике 5 сентября 1781 года. Джонстона сменил капитан Дэвид Грейвз (англ. David Graves) в феврале 1782 года, в то время как Adamant был по-прежнему в Северной Америке, после чего вернулся в Великобританию в качестве эскорта конвоя в декабре 1782 года. Был выведен в резерв и рассчитан в апреле 1783 года и переоборудован для заморской службы в период с мая по сентябрь того же года. Adamant возобновил службу в июне 1783, капитан Уильям Келли (англ. William Kelly). По завершении ремонта, вышел на Подветренные острова в ноябре, где провел три года в качестве флагмана адмирала сэра Ричарда Хьюза. Выведен снова в сентябре 1786 года; прошел большой ремонт, затем, будучи оборудован как флагман в Ширнесс, с августа 1787 по май 1789 года. Adamant снова вошел в строй в феврале 1789 года, капитан Дэвид Нокс, после чего адмирал Хьюз снова поднял на нем свой флаг и в июне пошел в Новую Шотландию. С января 1792 года — капитан Чарльз Хоуп (англ. Charles Hope), до возвращения в Англию в июне и вывода в резерв.

### Французские революционные войны
В июле 1792 года Adamant был приспособлен для резерва, но с начала войны с революционной Францией в апреле 1793 года был спешно возвращен в строй, сначала под командованием капитана Уильяма Бентинка (англ. William Bentinck), а где-то в 1794 году командование принял и. о. капитана Уильям Митчелл (англ. William Mitchell). С июня 1794 был под командованием капитана Генри д’Эстер Дарби (англ. Henry D'Esterre Darby).В сентябре 1794 года Дарби увел Adamant обратно на Подветренные острова, в апреле 1796 года Adamant служил в эскадре Джорджа Вандепута (англ. George Vandeput). Капитан Генри Варр (англ. Henry Warre) принял командование в ноябре 1796 года. 11 января 1797 года его место занял капитан Уильям Хотэм (англ. William Hotham).

### Мятеж в Норе и Кампердаун
Adamant базировался в Норе, действовал в Северном море, с флотом адмирала Адама Дункана осуществлял блокаду голландского флота в Текселе. В мае 1797 вспыхнул матросский мятеж в Норе, вслед только что закончившемуся мятежу в Спитхеде. Из всех двухдечных кораблей только экипажи флагмана Дункана HMS Venerable, и Хотэма на Adamant остались верны долгу. Имея только два корабля для блокады голландцев, Дункан и Хотэм вывели свои корабли в море, держались в виду голландских берегов и в течение нескольких недель с помощью ложных сигналов и маневров демонстрировали, что остальной флот находится тут же, за горизонтом. Убежденные этим спектаклем, что блокада еще в силе, голландцы остались в порту. Дункана и Хотэма позже усилила русская эскадра, стоявшая в Харвиче, а затем один за другим дезертировавшие мятежные корабли.
Adamant затем воевал в составе флота Дункана при Кампердауне, 11 октября 1797 года. Битва закончилась решительной победой британсцев над голландским флотом адмирала де Винтера, причем Adamant избежал каких-либо потерь. Adamant был затем придан эскадре сэр Ричарда Страчана для патрулирования у Гавра, после чего в октябре 1798 года он и Хотэм были отправлены с конвоем до мыса Доброй Надежды. В Индийском океане Adamant и 74-пушечный HMS Tremendous, капитан Джон Осборн (англ. John Osborn), 11 декабря 1799 года столкнулись возле Порт-Луи, Иль-де-Франс, с крейсирующим французским фрегатом Preneuse, под командованием капитана л’Эрмита (фр. Jean-Marthe-Adrien l'Hermite). Они погнались за ней, и заставили выброситься на берег в трех милях от Порт-Луи, под прикрытием французских береговых батарей. Хотэм подвел Adamant ближе, и пытался добраться до сидящего на мели фрегата, подпав при этом под сильный огонь батарей Preneuse. После обмена залпами Adamant вынудил французский фрегат спустить флаг, а вечером три шлюпки с Adamant и Tremendous подошли с приказом уничтожить французский корабль. Несмотря на предстоящий под шквальным огнём от батареи, они поднялись на фрегат, взяли в плен остатки французского экипажа, включая капитана л’Эрмита, и с ними сняли столько имущества своих пленников, сколько могли. Затем они подожгли Preneuse и вернулись на свои корабли, не потеряв одного человека. Хотэм оставался у берегов Южной Африки и Индийского океана, пока не был отозван для сопровождения конвоя в Великобританию в сентябре 1801 года, куда пришел 14 декабря.

### Наполеоновские войны
Adamant провел период с мая 1803 по август 1804 года в ремонте на верфи в Чатеме, введен в строй в июне, капитан Джордж Берлтон (англ. George Burlton). 13 апреля 1805 года Adamant и HMS Inflexible захватили 4-пушечный приватир Alert, а в октябре 1805 командование принял капитан Джон Стайлз (англ. John Stiles). Стайлз сопровождал Ост-Индский конвой в 1806 году, а 6 мая у мыса Доброй Надежды захватил испанский 26-пушечный приватир Nuestra Señora de los Dolores. 17 июня 1807 года он прибавил к счету еще один приз, захватив 1-пушечный приватир Bueno Union во время службы на Ямайской станции. В октябре 1807 года Стайлза сменил капитан Михей Макбон (англ. Micaiah Macbon) и на следующий год Adamant снова пошел на Ямайскую станцию. В начале 1809 года он вернулся в Великобританию, и провел период между апрелем и июлем 1809 года переоборудуясь в Чатеме для службы в качестве плавучей казармы в Лейт. Снова вошел в строй в мае 1809 под командованием капитана Джона Сайкса, в августе принял участие в операциях в устье Шельды. В августе 1810 года корабль принял капитан Мэтью Бакл и остался капитаном Adamant на ближайшие три года, которые провел в качестве флагманского корабля контр-адмирала Роберта Отуэя (англ. Robert Otway), а также плавучей казармы в Лейт. Так как Наполеоновские войны подошли к концу, в 1814 году корабль был переведен в резерв в Ширнесс, затем разобран там же, в июне 1814 года.